# Шульгинский район
Шульгинский район — административно-территориальная единица в составе Воронежской и Тамбовской областей, существовавшая в 1935—1956 годах. Центр — село Шульгино.
Шульгинский район был образован в составе Воронежской области 18 января 1935 года. В его состав вошли Ахматовский, Лавровский, Мельгуновский, Михайловский, Павловский, Сосновский и Шульгинский сельсоветы Мордовского района.
27 сентября 1937 года Шульгинский район был передан в Тамбовскую область.
4 июля 1956 года Шульгинский район был упразднён, а его территория передана в Мордовский район.